# Svazek obcí Dolní Povltaví
Svazek obcí Dolní Povltaví je dobrovolný svazek obcí podle zákona v okresu Mělník, okresu Praha-východ a okresu Praha-západ, jeho sídlem jsou Vojkovice a jeho cílem je rozvoj mikroregionu, ÚP a životního prostředí. Sdružuje celkem 23 obcí.

## Obce sdružené v mikroregionu
- Kralupy nad Vltavou
- Libčice nad Vltavou
- Roztoky
- Veltrusy
- Velvary
- Úžice
- Chlumín
- Chvatěruby
- Dolany nad Vltavou
- Hostín
- Husinec
- Lužec nad Vltavou
- Nelahozeves
- Obříství
- Spomyšl
- Všestudy
- Vraňany
- Zálezlice
- Zlosyň
- Dřínov
- Dušníky nad Vltavou
- Máslovice
- Vojkovice